# Хлобукин, Игорь Константинович
Игорь Константинович Хлобукин (бел. Ігар Канстанцінавіч Хлабукін; род. 8 июня 1973, Барановичи, Барановичский район, Брестская область, БССР, СССР) — белорусский политический деятель, депутат Палаты представителей Национального собрания Республики Беларусь VII созыва.
Является членом общественных организаций: РГОО Белорусское физкультурно-спортивное общество «Динамо»; ОО «Белорусское общество Красного креста»; РГОО «Белорусское добровольное пожарное общество»; РГОО «Белорусское республиканское общество спасания на водах»; ОО «Белорусская федерация пожарно-спасательного спорта».

## Биография
Родился 8 июня 1973 года в городе Барановичи Брестской области.
Образование высшее — окончил Высшее пожарно-технической училище МВД Республики Беларусь по специальности «Инженер пожарной техники и безопасности», а также Академию гражданской защиты МЧС России по специальности «Командно штабная, оперативно-тактическая гражданской защиты».
Проходил службу в должности заместителя начальника военизированной пожарной части (п. Жемчужный, Барановичского района). Был помощником, старшим помощником начальника штаба пожаротушения при отряде военизированной пожарной службы города Барановичи и Барановичского района Брестского областного управления военизированной пожарной службы главного управления военизированной пожарной службы МВД Республики Беларусь; заместителем начальника пожарного аварийно-спасательного отряда города Барановичи и Барановичского района Брестского областного управления военизированной пожарной службы МЧС Республики Беларусь по службе, подготовке и пожаротушению; старшим инспектором по особым поручениям, главным специалистом организационно-аналитического отдела учреждения «Брестское областное управление МЧС Республики Беларусь»; заместителем начальника по государственной системе предупреждения и ликвидации чрезвычайных ситуаций, начальником Барановичского горрайотдела по чрезвычайным ситуациям учреждения «Брестское областное управление МЧС Республики Беларусь».
Избирался депутатом Барановичского городского Совета депутатов 27-го и 28-го созывов. Работал председателем постоянной комиссии по вопросам законности и правопорядка, депутатской этике Барановичского городского Совета депутатов, членом президиума Барановичского городского Совета депутатов, делегатом пятого Всебелорусского народного собрания.
По результатам парламентских выборов 2019 года избран депутатом Палаты представителей Национального собрания Республики Беларусь VII созыва от Барановичско-Западного избирательного округа №5.

## Депутат Палаты представителей

### VII созыв (с 6 декабря 2019)
Является членом Постоянной комиссии по вопросам экологии, природопользования и чернобыльской катастрофы.

## Выборы
| Кандидат                    | Кандидат                      | Субъект выдвижения                          | Голосов | %     |
| --------------------------- | ----------------------------- | ------------------------------------------- | ------- | ----- |
|                             | Хлобукин Игорь Константинович | Беспартийный                                | 37 852  | 71,77 |
|                             | Черноус Николай Дмитриевич    | Партия БНФ                                  | 4 036   | 7,65  |
|                             | Калач Виктория Васильевна     | Беспартийная                                | 3 660   | 6,94  |
|                             | Скороход Ирина Олеговна       | Беспартийная                                | 2 297   | 4,35  |
|                             | Шестак Владимир Николаевич    | Белорусская партия левых «Справедливый мир» | 997     | 1,89  |
|                             | Первушин Андрей Анатольевич   | Либерально-демократическая партия           | 802     | 1,52  |
| Против всех                 | Против всех                   | Против всех                                 | 2 688   |       |
| Недействительных бюллетеней | Недействительных бюллетеней   | Недействительных бюллетеней                 | 412     |       |
| Всего                       | Всего                         | Всего                                       | 66 830  | 100   |
| Явка избирателей            | Явка избирателей              | Явка избирателей                            | 52 744  | 78,92 |

## Награды
- Медаль «За безупречную службу» III степени;
- Нагрудный знак МЧС Республики Беларусь «За заслуги»;
- Памятные нагрудные знаки и юбилейные медали: 
  - МЧС Республики Беларусь;
  - МВД Республики Беларусь;
  - Министерства обороны Республики Беларусь;
  - МЧС России;
  - ОАО «558 авиационный ремонтный завод»;
  - ОО «Белорусский республиканский союз офицеров».
- Почётные грамоты:
  - МЧС Республики Беларусь;
  - учреждения «Брестское областное управление МЧС Республики Беларусь»;
  - Барановичского горисполкома;
  - Барановичского райисполкома;
  - Барановичского городского Совета депутатов.